# Поґожель (Млавський повіт)
Поґожель (пол. Pogorzel) — село в Польщі, у гміні Вечфня-Косьцельна Млавського повіту Мазовецького воєводства.
Населення — 98 осіб (2011).
У 1975-1998 роках село належало до Цехановського воєводства.

## Демографія
Демографічна структура станом на 31 березня 2011 року:
|          | Загалом | Допрацездатний вік | Працездатний вік | Постпрацездатний вік |
| -------- | ------- | ------------------ | ---------------- | -------------------- |
| Чоловіки | 50      | 15                 | 30               | 5                    |
| Жінки    | 48      | 9                  | 28               | 11                   |
| Разом    | 98      | 24                 | 58               | 16                   |